# Henri Barbusse
Pour les articles homonymes, voir Barbusse.
Henri Barbusse est un écrivain, homme politique, scénariste et journaliste français, né le 17 mai 1873 à Asnières et mort le 30 août 1935 à Moscou.
Il relate sa vie au front pendant la Première Guerre mondiale dans son roman Le Feu qui remporte le prix Goncourt en 1916. Résolument pacifiste, il fonde l’Association républicaine des anciens combattants en 1917 et adhère au Parti communiste en 1923.
Se consacrant à son activité de journaliste, il devient directeur littéraire de l'Humanité en 1926. Il fonde la revue Monde en 1928.

## Biographie
De son côté paternel, Adrien Gustave Henri Barbusse est issu d'une famille protestante d'origine cévenole dans un hameau d'Anduze, près d'Alès. Son père, licencié de théologie de l'université de Genève, est journaliste, chroniqueur théâtral au Siècle. Sa mère, d'origine anglaise, meurt alors que le jeune Henri n'a que 3 ans.
Le milieu littéraire le reconnaît très tôt comme l'un des siens, à la suite de sa participation remarquée, en 1892, au concours de poésie de L'Écho de Paris de Catulle Mendès. Son premier recueil de poèmes, Pleureuses, est publié en 1895.
Il s'exerce alors professionnellement dans la presse, se tourne vers la prose et publie un premier roman, empreint de décadence et de naturalisme à la fois : L'Enfer, en 1908. Cette même année, il intègre les Poètes d'aujourd'hui, d'Adolphe van Bever et Paul Léautaud.

### L'expérience de la guerre
En 1914, alors âgé de 41 ans, malgré des problèmes pulmonaires et ses positions pacifistes d'avant-guerre, il s'engage volontairement dans l'infanterie et réussit à rejoindre les troupes combattantes en décembre 1914 au 231e régiment d'infanterie avec lequel il participe aux combats en première ligne jusqu'en 1916. Il est souvent malade mais retourne au front à chaque fois pour quelques mois. Le 8 juin 1915, il est décoré de la croix de guerre avec citation. Il est finalement réformé le 1er juin 1917.
La postérité se souviendra surtout du roman qu'il écrivit sur cette expérience Le Feu, prix Goncourt 1916, récit sur la Première Guerre mondiale dont le réalisme souleva les protestations du public de l'arrière autant que l'enthousiasme de ses camarades de combat. Il paraît sous forme de feuilleton dans le quotidien L'Œuvre à partir du 3 août 1916, puis intégralement à la fin de novembre 1916 aux éditions Flammarion. En novembre 1917, Barbusse fonde avec Raymond Lefebvre, Paul Vaillant-Couturier et l'ouvrier ajusteur Georges Bruyère l'Association républicaine des anciens combattants (ARAC).

### Journalisme et militantisme politique
En avril 1918, il est appelé par Jean Longuet pour assurer la direction littéraire du journal Le Populaire. Le premier article qu'il signe dans ce quotidien, qui est alors l'expression de la « minorité » pacifiste du Parti socialiste, est titré « Les lettres et le progrès ». Fondateur du mouvement pacifiste « Clarté » et de la revue homonyme (1919-1924), il adhère au Parti communiste, en 1923, et se lie d'amitié avec Lénine et Gorki, au cours de voyages qu'il effectue en URSS.
En avril 1926, appelé par Marcel Cachin et Paul Vaillant-Couturier, qui ambitionnent de faire de L'Humanité un grand quotidien d'informations, il inaugure ses fonctions de directeur littéraire du journal communiste en dressant en « une » du journal la conception qu'il se fait de la littérature : rapprocher les intellectuels du peuple, susciter un art jeune tendu vers la libération des masses, effectuer une « critique rouge » de la littérature bourgeoise. Ce programme, il veut le mettre en pratique dans le projet qu'il porte d'une nouvelle revue. Il le réalise en 1928 en fondant la revue Monde (publiée jusqu'en 1935) avec des collaborations mondiales prestigieuses. La direction de cette revue est loin d'être un poste de tout repos : Barbusse doit se débattre entre les difficultés financières, les tournants politiques de l'Internationale communiste et du Parti communiste, et les fractures que ceux-ci occasionnent parmi les intellectuels français : débats sur la littérature prolétarienne, soumission ou non aux injonctions politiques, « affaire » Victor Serge, etc. Par l’entremise du poète hondurien Froylán Turcios, il entretient des relations avec Augusto Sandino qui dirigeait alors une guérilla contre l’occupation américaine du Nicaragua. Il écrit également dans Le Progrès civique autour de cette période.

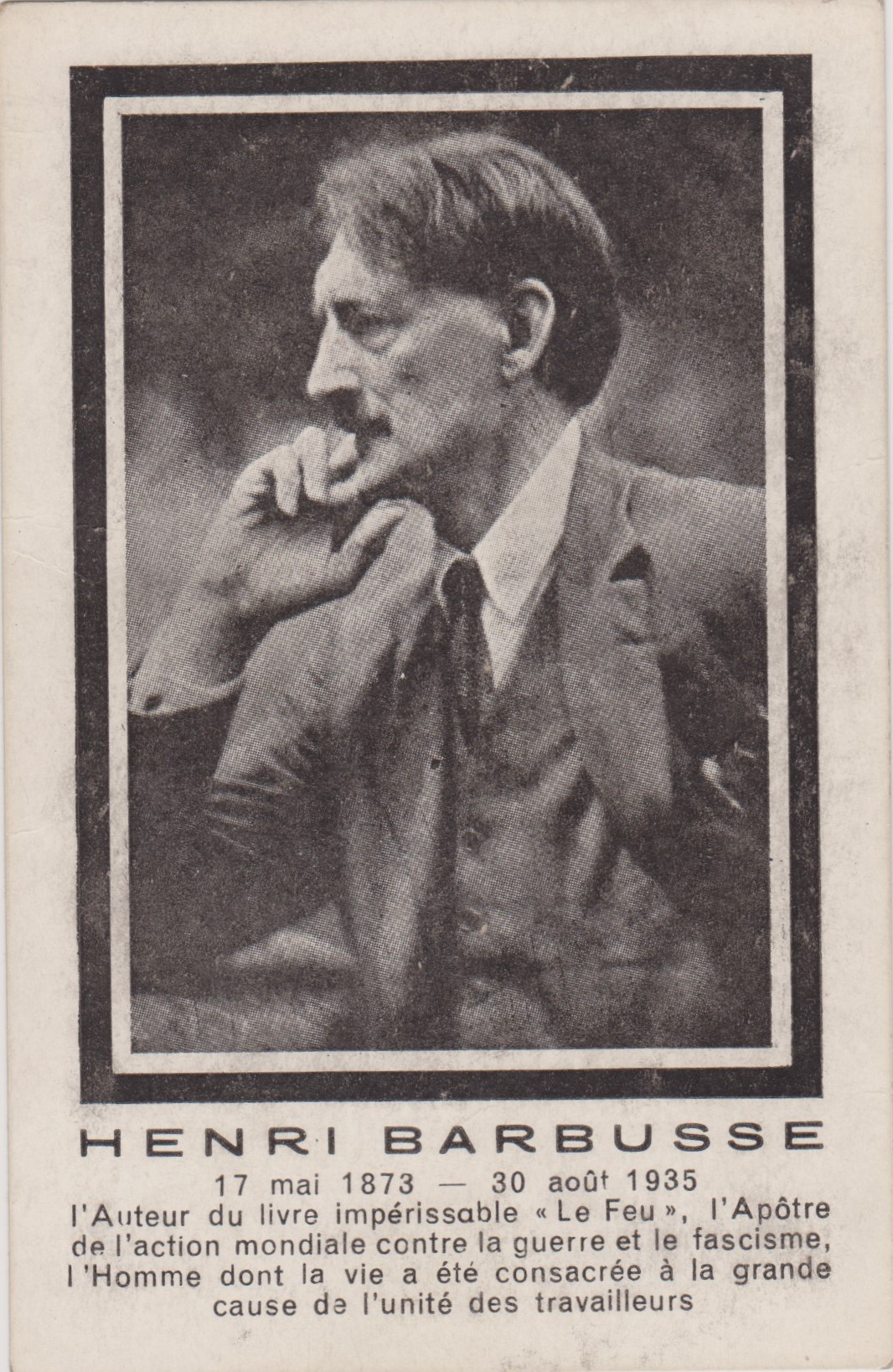
Henri Barbusse, carte postale éditée en 1935 par le « Comité mondial contre le fascisme et la guerre ».

Admirateur de la révolution d'Octobre (Le Couteau entre les dents, 1921 ; Voici ce qu'on a fait de la Géorgie, 1929), il cherche à définir une « littérature prolétarienne ». Il fut l'un des instigateurs du mouvement pacifiste Amsterdam-Pleyel, dont il devient le président avec Romain Rolland et auquel adhère notamment Albert Camus, dès la prise du pouvoir d'Hitler en Allemagne. Il fait plusieurs voyages en URSS et écrit une biographie élogieuse de Staline (1935),. Il est également le porte-voix du PCF pour calomnier violemment contre Panaït Istrati, ancien proche de Barbusse, coupable d'avoir dénoncé le stalinisme au retour d'un voyage en URSS,,,.

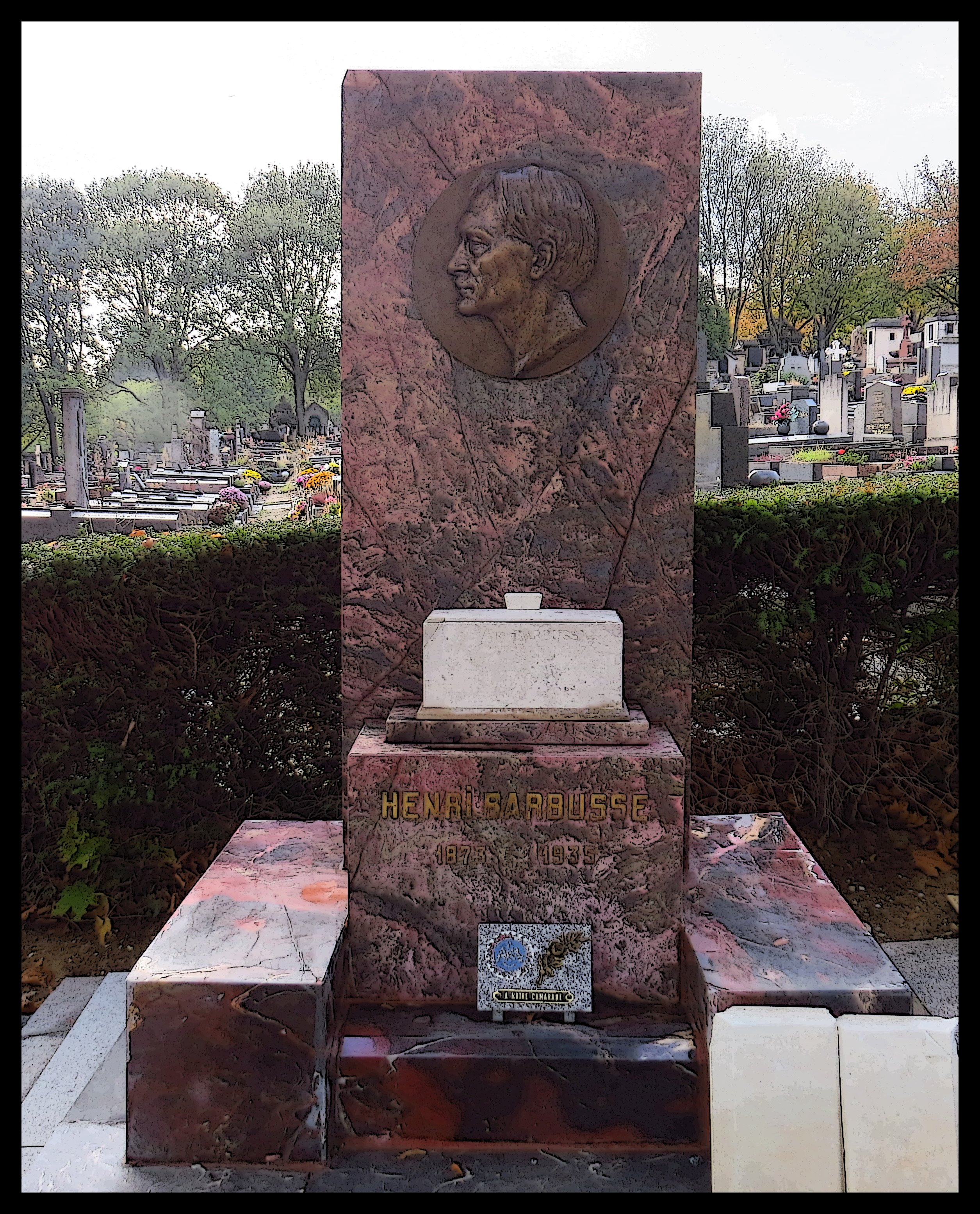
Tombe d'Henri Barbusse au cimetière du Père-Lachaise.

C'est lors d'un de ces voyages qu'il meurt d'une pneumonie, à Moscou, le 30 août 1935. L'hypothèse selon laquelle il aurait été empoisonné sur ordre de Staline est controversée, tant la santé de Barbusse, chancelante dès avant la Première Guerre mondiale, avait été mise à l'épreuve par son intense activité nationale et internationale. Devenu une des figures emblématiques du Front populaire en France, acclamé par la foule qui avait envahi les rues de Paris lors du 14 juillet 1935, ses funérailles à Paris, le 7 septembre, donnent l'occasion à la population parisienne de lui rendre un dernier hommage particulièrement important. Il est inhumé au cimetière du Père-Lachaise, non loin du mur des Fédérés, lieu symbolique de la mémoire populaire et ouvrière. C’est André Malraux qui, à la place de Jean-Richard Bloch, prononce son éloge au nom de l’Association des écrivains et artistes révolutionnaires.
Il a été marié à Hélyonne Mendès (1879-1955), fille de la compositrice Augusta Holmès et du poète Catulle Mendès.

### Soutien de l'espéranto
Barbusse n’était pas espérantiste, simplement sympathisant. En 1922 paraît la brochure de SAT For la Neŭtralismon ! (À bas le neutralisme), écrite par Eugène Lanti — le fondateur de SAT — pour justifier l’existence du mouvement espérantiste des travailleurs, séparé du mouvement neutre. Sur la page de titre de cette brochure se trouve la citation suivante de Barbusse : « les espérantistes bourgeois et mondains seront de plus en plus étonnés et terrorisés par tout ce qui peut sortir de ce talisman : un instrument permettant à tous les êtres humains de se comprendre ».
Barbusse fut également président d'honneur du premier congrès de SAT qui se tint à Prague en 1921.

## Distinctions
- Croix de guerre 1914–1918

## Œuvres

### Poésie
- 1895 : Pleureuses

### Romans, nouvelles, récits
- 1903 : Les Suppliants
- 1908 : L'Enfer
- 1914 : Nous autres... (Recueil de nouvelles)
- 1916 : Le Feu, Journal d'une escouade (Prix Goncourt)
- 1919 : Clarté
- 1919 : L'Illusion (Recueil de nouvelles)
- 1921 : Quelques coins du cœur (Recueil de nouvelles)
- 1922 : L'étrangère (Recueil de nouvelles)
- 1925 : Les Enchaînements
- 1928 : Faits divers (Recueil de nouvelles)
- 1930 : Ce qui fut sera
- 1930 : Élévation

### Théâtre
- 1927 : Jésus contre Dieu (jamais publié)

### Scénarios
- 1926 : Force (Trois films) (jamais tourné)
- 1935 : Les Créateurs (jamais tourné)

### Essais, Témoignages, recueils d'articles
- 1917 : Paroles d'un combattant. Articles et discours 1917-1920
- 1920 : La Lueur dans l'abîme - Ce que veut le groupe Clarté
- 1921 : Le Couteau entre les dents
- 1926 : Les Bourreaux
- 1927 : Jésus
- 1927 : Les Judas de Jésus
- 1927 : Manifeste aux Intellectuels
- 1929 : Voici ce que l'on a fait de la Géorgie
- 1930 : Russie
- 1932 : J'accuse!…
- 1932 : Zola
- 1935 : Staline. Un monde nouveau vu à travers un homme
- 1936 : Lénine et sa famille (publication posthume)
- 1965 : Carnets de guerre (publication posthume)

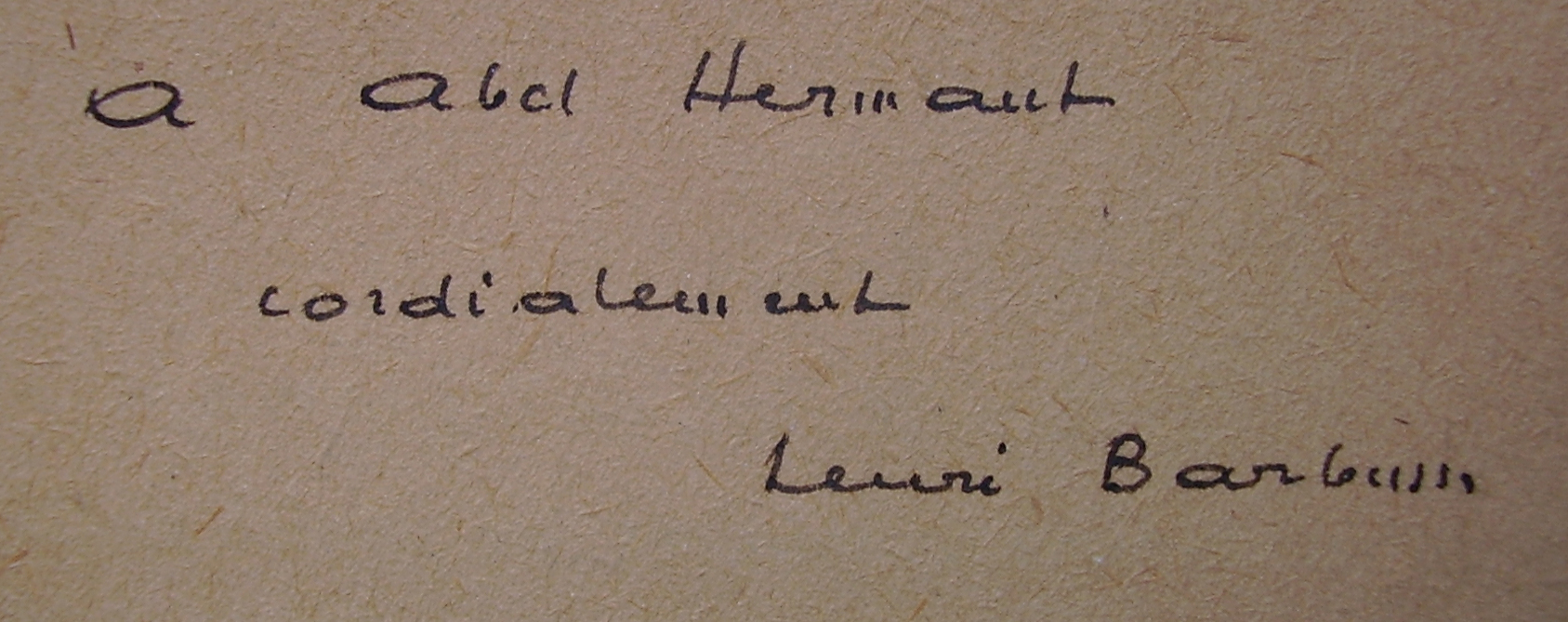
Envoi de Barbusse à Abel Hermant

### Correspondances
- 1937 : Lettres de Henri Barbusse à sa femme 1914-1917

## Hommage
Dès sa mort, de nombreuses municipalités baptisent de son nom des rues et des écoles, qui sont encore, au XXIe siècle, des vecteurs de sa mémoire.
Un musée lui est consacré à Aumont-en-Halatte. Une avenue porte son nom dans sa commune de naissance, Asnières (devenue Asnières-sur-Seine). Une rue porte son nom à Paris dans le 5e arrondissement. 
Le 11 novembre 2020, Maurice Genevoix, écrivain contemporain de Barbusse, comme lui ancien soldat et témoin littéraire de 1914-1918, entre au Panthéon. Henri Barbusse, autrefois plus célèbre, est lui considéré comme « tout à fait oublié » selon les mots de Jean-Yves Le Naour, notamment à cause de son engagement politique.

Documents
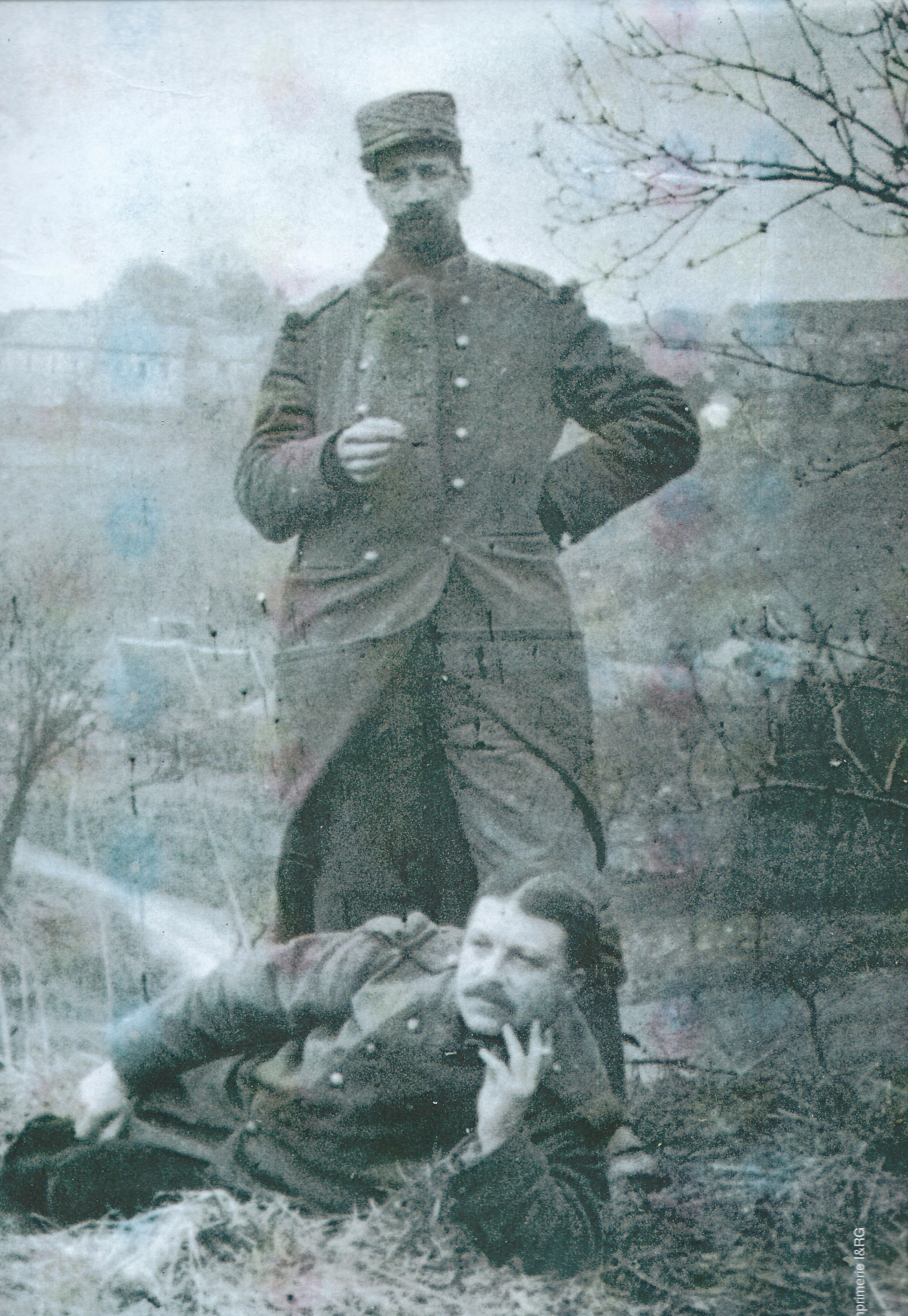
Henri Barbusse et Émile Médard, au 231e d'Infanterie.
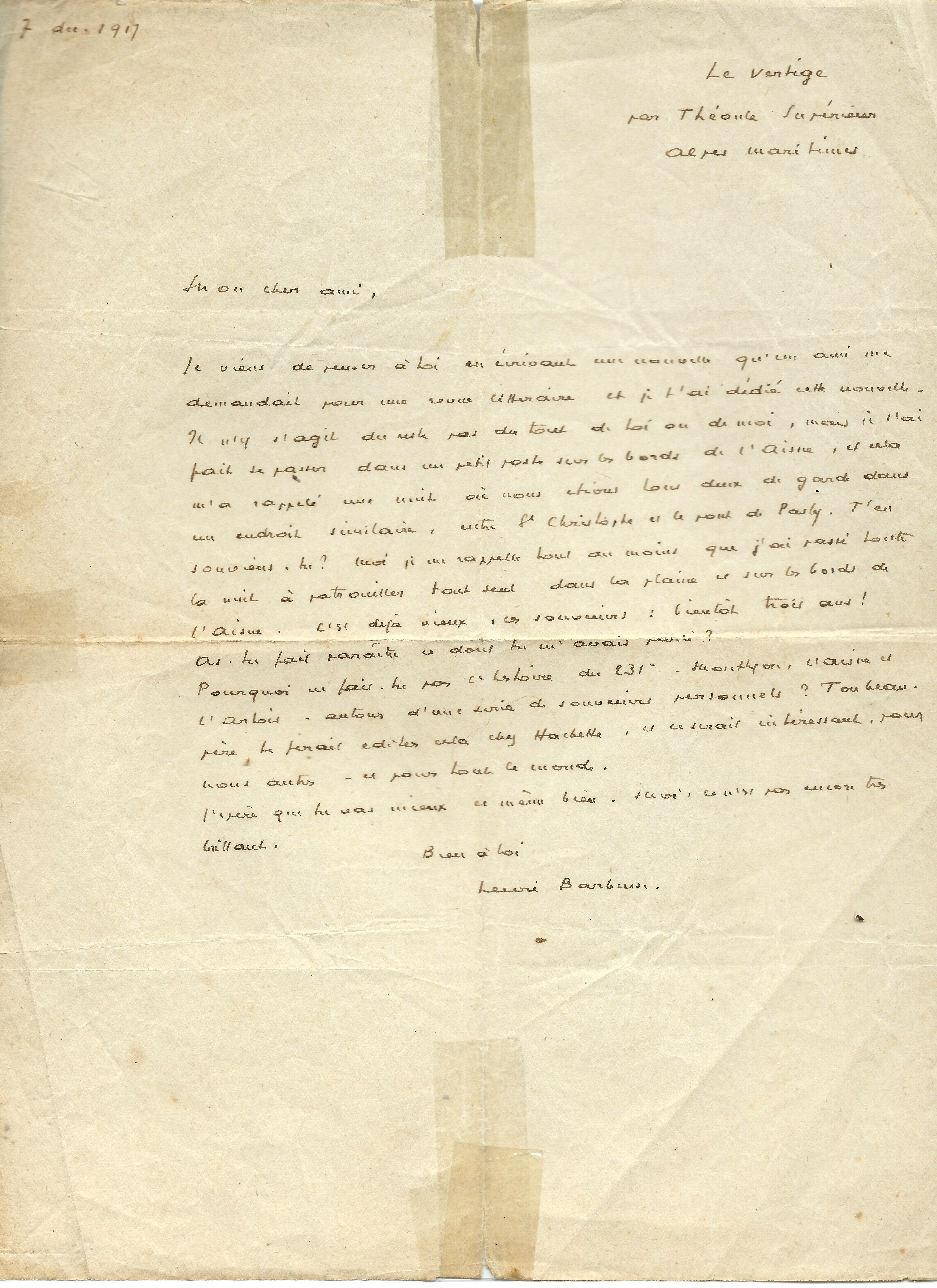
Lettre d'Henri Barbusse à Émile Médard.

### Notices
- Ressources relatives à la littérature :   - The Encyclopedia of Science Fiction
  - Internet Speculative Fiction Database
  - NooSFere
- Ressources relatives à la musique :   - International Music Score Library Project
  - Discogs
- Ressources relatives à la recherche :   - La France savante
  - Isidore
- Ressources relatives aux beaux-arts :   - AGORHA
  - British Museum
- Ressource relative au spectacle :   - Les Archives du spectacle
- Ressource relative à la bande dessinée :   - BD Gest'
- Ressource relative à la vie publique :   - Maitron
- Ressource relative à l'audiovisuel :   - IMDb
- Notices dans des dictionnaires ou encyclopédies généralistes :   - 1914-1918-Online
  - Britannica
  - Brockhaus
  - Den Store Danske Encyklopædi
  - Deutsche Biographie
  - Enciclopedia italiana
  - Encyclopédie de l'Ukraine moderne
  - Gran Enciclopèdia Catalana
  - Hrvatska Enciklopedija
  - Internetowa encyklopedia PWN
  - Nationalencyklopedin
  - Proleksis enciklopedija
  - Store norske leksikon
  - Treccani
  - Universalis
  - Visuotinė lietuvių enciklopedija
- Notices d'autorité :   - VIAF
  - ISNI
  - BnF (données)
  - IdRef
  - LCCN
  - GND
  - Italie
  - Japon
  - CiNii
  - Espagne
  - Belgique
  - Pays-Bas
  - Pologne
  - Israël
  - NUKAT
  - Suède
  - Vatican
  - Australie
  - WorldCat

#### Bases de données et dictionnaires
- Ressources relatives à la littérature :   - The Encyclopedia of Science Fiction
  - Internet Speculative Fiction Database
  - NooSFere
- Ressources relatives à la musique :   - International Music Score Library Project
  - Discogs
- Ressources relatives à la recherche :   - La France savante
  - Isidore
- Ressources relatives aux beaux-arts :   - AGORHA
  - British Museum
- Ressource relative au spectacle :   - Les Archives du spectacle
- Ressource relative à la bande dessinée :   - BD Gest'
- Ressource relative à la vie publique :   - Maitron
- Ressource relative à l'audiovisuel :   - IMDb
- Notices dans des dictionnaires ou encyclopédies généralistes :   - 1914-1918-Online
  - Britannica
  - Brockhaus
  - Den Store Danske Encyklopædi
  - Deutsche Biographie
  - Enciclopedia italiana
  - Encyclopédie de l'Ukraine moderne
  - Gran Enciclopèdia Catalana
  - Hrvatska Enciklopedija
  - Internetowa encyklopedia PWN
  - Nationalencyklopedin
  - Proleksis enciklopedija
  - Store norske leksikon
  - Treccani
  - Universalis
  - Visuotinė lietuvių enciklopedija
- Notices d'autorité :   - VIAF
  - ISNI
  - BnF (données)
  - IdRef
  - LCCN
  - GND
  - Italie
  - Japon
  - CiNii
  - Espagne
  - Belgique
  - Pays-Bas
  - Pologne
  - Israël
  - NUKAT
  - Suède
  - Vatican
  - Australie
  - WorldCat